# Krojczyn
Krojczyn (niem. Kreutzen) – wieś w Polsce położona pomiędzy Włocławkiem a Dobrzyniem nad Wisłą województwie kujawsko-pomorskim, w powiecie lipnowskim, w gminie Dobrzyń nad Wisłą.

## Podział administracyjny
W XIX wieku Krojczyn razem z wsiami Podlasie i Krępa stanowił jedną całość, przynależną do gminy Oleszno powiatu lipnowskiego guberni płockiej oraz parafii w Zadusznikach.
W latach 1975–1998 miejscowość administracyjnie należała do województwa włocławskiego.

## Demografia
Według Narodowego Spisu Powszechnego (III 2011 r.) wieś liczyła 478 mieszkańców. Jest trzecią co do wielkości miejscowością gminy Dobrzyń nad Wisłą.

## Położenie
Miejscowość usytuowana niemal w połowie drogi między Włocławkiem (odległość: 13 km), a Dobrzyniem nad Wisłą (11 km). Położona z obu stron tej drogi, sąsiaduje od północy z Zadusznikami (3,2 km), od zachodu z Nasiegniewem (2,9 km), od południa z Krępą (1 km) i Grochowalskiem (3,1 km), a od strony wschodniej sąsiaduje ze Szpiegowem (2,8 km). Leży na pograniczu gminy Dobrzyń nad Wisłą z gminą Wielgie i Fabianki oraz powiatu lipnowskiego z włocławskim. 

## Historia wsi i dworu

### Dawne nazwy
Pierwsze wzmianki o Krojczynie znajdujemy w dokumentach i danych źródłowych z pierwszej połowy XIV wieku. Nazwa Grobiczsino, a następnie Groncino spotykana jest już w roku 1321. Z nazwą Krowiczyno spotykamy się w roku 1432. Nazwa zbliżona do współczesnej – Krojczyno – występuje w roku 1789. Spotykano również nazwy zdrobniałe, lub pochodne takie jak: Krojczyko, Rumunki Krojczyńskie, Wysiołki Krojczyńskie. Nazwa pochodzi od nazwy osobowej Krowica, a Krowiczyno oznaczało, że właścicielem był Krowica. 

### Właściciele wsi
Według rejestru podatkowego z 1564 r. właścicielem wsi był W. Wilecki herbu Cholewa i P. Witkowski tegoż herbu. Następne wzmianki z roku 1789 informują, iż Krojczyn był sukcesją Rutkowskiego i Orłowskiego. W 1850 roku zadłużony majątek w drodze licytacji nabył hrabia M. S. Miączyński, a w roku 1860 majątek przejął jego syn Władysław Miączyński herbu Suchekomnaty (żona i córka są pochowane na parafialnym cmentarzu w Zadusznikach). Miączyńscy byli właścicielami Krojczyna do roku 1937, wtedy folwark zakupił Bogdan Jurkiewicz. Po wojnie majątek rozparcelowano, a w dworze umieszczono szkołę (Publiczne Gimnazjum im. Jana Pawła II), która znajduje się do chwili obecnej. Z zabudowań dworskich pozostał tylko dwór i otaczający go park. Istniał również do niedawna drewniany spichlerz; obecnie na jego miejscu znajduje się boisko betonowe do piłki ręcznej.  

## Historia i współczesność
Powierzchnia Krojczyna w dawnych czasach liczyła 1410 mórg. Obok folwarku, na jego obrzeżach były gospodarstwa włościańskie. We wsi znajdował się wiatrak, którego ostatnim właścicielem był Antoni Staniszewski, zaś na pograniczu z Grochowalskiem istniała cegielnia. Później powstała druga, na pograniczu z Nasiegniewem (istniała do przełomu lat 50. i 60. XX wieku). Krojczyn był wsią, która już w XIX wieku posiadała szkołę. Do 1939 roku mieściła się w budynku stojącym na działce szkolnej (obecnie dom mieszkalny). Po 1945 roku szkołę umieszczono we dworze. W latach 80. XX wieku wzniesiono nowy obiekt szkolny, który połączono ze starym dworem, oraz zbudowano dom nauczyciela. Po II wojnie światowej w Krojczynie miał powstać Zespół Szkół Rolniczych (technikum i szkoła zawodowa) naprzeciw dworu, po drugiej stronie drogi oraz poczta w starym budynku szkolnym. Lecz lokalizację budowy szkoły przeniesiono do Dobrzynia nad Wisłą, a poczta powstała w dawnym dworze w Grochowalsku. Również w latach 80. XX wieku rozbudowano strażnicę OSP, której obiekt pełni funkcję użyteczności publicznej. Obecny Krojczyn jest wsią bardzo rozciągniętą o zróżnicowanej zabudowie. Stare, drewniane budownictwo zniknęło całkowicie. Powierzchnia wioski wynosi 664 ha i składa się z 106 gospodarstw. 22 gospodarstwa zajmują się ogrodnictwem, co dominuje w tutejszej wsi; 8 sadownictwem, 5 hodowlą krów i produkcją mleka. Krojczyn liczy 478 mieszkańców (dane na 31.III.2011).

## Ochotnicza Straż Pożarna
Jednostka OSP została założona w 1924 roku z inicjatywy mieszkańców i właściciela majątku – Władysława Miączyńskiego. Motywem, który wpłynął na podjęcie takiej decyzji był wielki pożar Krojczyna. W 7 lat po tej tragedii założona jednostkę straży pożarnej. Pierwszym prezesem został Władysław Miączyński. W skład zarządu weszli: Władysław Deleżyński – jako naczelnik, Teofil Podralski, Wincenty Wilewski, Jan Balcerowski, Józef Wasiołek – jako członkowie. Na placu podarowanym przez prezesa, w czynie społecznym wybudowano remizę, w której umieszczono sprzęt gaśniczy: dwukółkę z ręczną pompą (pompa znajduje się obecnie w muzeum PSP w Lipnie), beczkowóz i węże. W remizie odbywały się, podobnie jak współcześnie, zebrania wiejskie, zabawy i inne uroczystości.
W czasie wojny działalność straży była zawieszona. Zarząd stanowili Niemcy, Polacy byli tylko strażakami. Pierwsza remiza służyła strażakom do 1965 roku. W związku z potrzebami wybudowano nowy obiekt z dwoma garażami i zapleczem, w którym przez długi czas mieściła się klubo-kawiarnia. W 1980 roku przystąpiono do rozbudowy strażnicy. Uroczyste poświęcenie i przekazanie powstałego obiektu miało miejsce 10 czerwca 1990. W styczniu 1992 r. jednostka otrzymuje nowe wyposażenie – wóz bojowy Star 200 wraz z pełnym wyposażeniem, a były pojazd Star 25 został przekazany do wsi Mokowo. W 1994 r., w 70. rocznicę powstania straży jednostka otrzymuje sztandar ufundowany przez społeczeństwo. W 75. rocznicę na budynku OSP umieszczono pamiątkową tablicę, a sztandar odznaczono złotym medalem Za zasługi dla pożarnictwa. W 2008 r. straż otrzymała sprzęt wysokiej klasy – japońską motopompę o ciśnieniu roboczym do 10 atmosfer.  